# اسرار (فیلم ۲۰۱۱)
اسرار (به انگلیسی: Mysteria) یک فیلم سینمایی آمریکایی در ژانر تریلر محصول سال ۲۰۱۱ به کارگردانی یک کارگردان سوئیسی، لوسیوس سی کوئرت ساخته شده و در آن بازیگرانی چون رابرت میانو، بیلی زین، دنی گلوور، میدو ویلیامز و مارتین لاندو بازی می‌کنند.

## بازیگران
- رابرت میانو در نقش آلیستر
- بیلی زین در نقش تهیه‌کننده
- دنی گلوور به عنوان بازپرس
- میدو ویلیامز به عنوان لاوینیا
- مارتین لاندو به عنوان مدیر هتل
- مایکل روکر به عنوان کاپیتان مک‌کارتی
- کارلوچی وایانت به عنوان جک[۲][۳]